# Damüls
Damüls est une commune touristique du district de Brégence dans le Vorarlberg en Autriche.
Elle compte 313 habitants (au 1er janvier 2018) et fait partie des villages walser, de même que Lech, Ebnit ou Mittelberg.

## Histoire
À la fin du Moyen Âge (vers 1300), de nombreuses personnes quittèrent le canton suisse de Wallis à cause de la pauvreté et cherchèrent un nouveau lieu où s’établir. En région Vorarlberg, à l’ouest du Tirol et dans les Grisons, des vallées isolées furent mises à disposition de ces émigrants qu’on appela plus tard les Walser, afin qu’ils les défrichent et colonisent.
La première mention écrite de Damüls provient d’un acte de fief du 29 mai 1313 des comtes de Montfort. Les propriétaires étaient des paysans libres sur des terres libres, mais qui devaient prendre les armes pour les comtes en cas de besoin.
Jusqu’en 1860, Damüls possédait un tribunal (appelé Obergericht) en commun avec Fontanella. En 1390, Damüls revint à l’Autriche avec la seigneurie de Feldkich.

## Curiosités

### Le circuit de Damüls
Il serpente au-delà de la limite des arbres et est accessible avec l’UGA-Express, un téléphérique dans lequel quatre personnes peuvent trouver place et qui peut être utilisé gratuitement avec la carte du Bregenzerwald (Bregezerwaldcard).
Des panneaux balisent le circuit. À partir de la station d’altitude (1800m), on peut aller d’un sommet à l’autre, de Hochblanken (2068 m) au Sünser Joch, en passant par Ragazer Blanken (2 051 m). Une halte à l’aller ou au retour est possible dans l’un des nombreux refuges pour se restaurer.
L’église catholique Saint Nicolas de Damüls se trouve exposée au-dessus des habitations et est entourée du cimetière au sud-ouest. De style gothique, elle fut construite en 1484 par Rolle Maiger de Röthis à l’emplacement d’une chapelle mentionnée dans un écrit de 1392. Elle fut baroquisée entre 1693 et 1733. Les fresques mises au jour en 1950 servaient de «bible des pauvres ».
On peut descendre dans la vallée (1 430 m) par le téléphérique ou bien à pied (environ deux heures en marchant tranquillement).

## Tourisme
Le tourisme est la branche économique la plus importante. Damüls compte environ 2000 lits. Pendant la saison 2008/2009, il y a eu 214 000 nuitées (hiver : 152 794, été: 61,207). Damüls est le lieu du Bregenzerwald le plus fréquenté en ce qui concerne les nuitées.
En 2009, la liaison avec le domaine skiable de Mellau par la construction de la « Gipfelbahn » (la voie des sommets), des télécabines de 8 places, sur une ligne de 1851 m de long, a considérablement augmenté la taille du domaine skiable. Aujourd’hui, les remontées mécaniques de Damüls-Mellau et celles de Faschina-Fontanella fonctionnent ensemble et forment le domaine skiable Faschina-Damüls-Mellau, qui compte 109 km de pistes.Les chutes de neige peuvent y être importantes: par exempleavec 9,3 m de neige en 2006.